# Nîjnea Rojanka, Skole
Nîjnea Rojanka (în ucraineană Нижня Рожанка) este localitatea de reședință a comunei Nîjnea Rojanka din raionul Skole, regiunea Liov, Ucraina.

## Demografie
Componența lingvistică a localității Nîjnea Rojanka
     Ucraineană (100%)
Conform recensământului din 2001, toată populația localității Nîjnea Rojanka era vorbitoare de ucraineană (100%).